# Jeanpierre Heizmann
Jeanpierre Heizmann, irrtümlich auch Jean-Pierre (* 22. Mai 1937 in Solothurn) ist ein schweizerisch-deutscher Regisseur, Autor, Maler und Komponist.

## Leben
Heizmann stammt aus einer Schriftstellerfamilie. Seine Tante war die Jugendbuchautorin Gertrud Heizmann, sein Onkel der Schriftsteller Erwin Heimann, sein Cousin der Krimiautor Alexander Heimann. Er wuchs in Solothurn auf.  Während der Gymnasialzeit hatte er einen Briefwechsel mit Hermann Hesse und veröffentlichte erste Gedichte. Des Weiteren war er Präsident der Jeunesses Musicales. Nach dem Abitur studierte er Politik- und Wirtschaftswissenschaften an der Universität Bern, verbunden mit der Offiziersschule.
1959 flüchtete er vor weiterem Militärdienst über Paris nach München. Dort absolvierte er ein Studium phil. I (Germanistik, Kunstgeschichte und Theaterwissenschaft) an der Ludwig-Maximilians-Universität.
Heizmann kam zum Film als 2. Aufnahmeleiter in Letztes Jahr in Marienbad (Regie Alain Resnais). Nach weiteren Praktika als Aufnahmeleiter wurde er Regieassistent u. a. bei Marcel Ophüls, Rolf Thiele, Rudolf Jugert, Kurt Wilhelm, Dieter Pröttel, Franz Antel, Paul Martin, Helmut Käutner, Arthur Maria Rabenalt, Franz Seitz, Jürgen Flimm, Franz Peter Wirth, Vojtěch Jasný, Eberhard Itzenplitz, Alfred Vohrer, Harald Reinl und Wolfgang Liebeneiner.
Heizmann lebte zwischendurch in Rom und Zürich.
Von 1982 bis 1991 war er Leiter der Redaktion Fernsehspiel und Theater beim Schweizer Fernsehen DRS.
Heute lebt er wieder in München, gefragt als Mozart-Kenner.

## Filmografie

### Aufnahmeleitung
- 1961 Letztes Jahr in Marienbad
- 1961 Unternehmen Kummerkasten (Serie)
- 1961 Liebe, Krach und Himmelbett
- 1962 Hauptgewinn durch 6 (Serie)
- 1963 Der singende Vater
- 1964 Lausbubengeschichten[2][3]

### Regieassistenz
- 1962 L’amour à vingt ans
- 1962 Der Dietramszeller Weihersprung
- 1963 Moral 63[1]
- 1963 Ferien vom Ich[1]
- 1964 Die schwedische Jungfrau[2]
- 1964 Kookie & Co.
- 1964 Kennwort: Reiher[1]
- 1965 Die Pfingstorgel
- 1965 Bongo Boy
- 1965 Guten Tag. (Serie)
- 1965 Tulbeck-Show
- 1966 The defector (Lautlose Waffen)
- 1966 Grieche sucht Griechin
- 1966 Die Fritsch-Show
- 1966 Es funkeln die Sterne – Eine musikalische Silvesterreise um die Welt[4]
- 1967 Paradies auf Erden
- 1967 Die Wikinger
- 1968 Rita Pavone-Show
- 1969 Warum hab ich bloss 2 × ja gesagt?
- 1970 Nicht fummeln, Liebling
- 1970 Die Marquise von Brinvilliers[1]
- 1971 Graf Luckner
- 1972 Tanz auf dem Regenbogen (Serie)
- 1972 Ferdy und Ferdinand
- 1972 Tod im Studio[1]
- 1973 Das letzte Paradies
- 1973 Ein Leben (Italo Svevo)
- 1973 Olifant
- 1974 Ich suche Herrn Obolsky
- 1974 Die Superspinne
- 1974 Die Antwort kennt nur der Wind[1]
- 1975 Polly oder Die Bataille am Bluewater Creek
- 1975 Little boy
- 1975 Abelard – Die Entmannung (Produktionsleitung und Regieassistenz)
- 1975 La grande Eugène
- 1976 Margarete in Aix[1]
- 1976 Unordnung und frühes Leid
- 1976 Unabhängig und dem Gesetz unterworfen
- 1976 Die Fastnachtsbeichte
- 1977 Der Weilburger Kadettenmord
- 1977 Kante
- 1977 Anpassung an eine zerstörte Illusion
- 1977 Die Jugendstreiche des Knaben Karl[1]
- 1977 Betzenreuther Wildfieber
- 1978 Das Nebelloch
- 1978 Eine Dummheit macht auch der Gescheiteste
- 1978 Der Friede von Locarno
- 1979 Unbestraft gestraft
- 1979 Das tausendunderste Jahr
- 1979 Götz von Berlichingen mit der eisernen Hand[2]
- 1979 Die Stühle des Herrn Szmil
- 1980 Ehe der Hahn kräht
- 1981 Amphitryon (von Peter Hacks)
- 1981 Leiche auf Urlaub
- 1982 Aus dem Tagebuch eines Emigranten

### Künstlerische Leitung
- 1972 Jesus Christ Superstar (deutsche Erstaufführung)

### Redaktion (Auszug)
- 1980 Vermisst wird …
- 1982 Der Gyzgnäpper (nach Molière)
- 1982 Dr gsund Paziänt (nach Molière)
- 1983 Der Domestike
- 1983 E Inspäkter chunnt (nach J. B. Priestley)
- 1983 Die Katze lässt das Mausen nicht
- 1983 De Setzgrind
- 1984 E Nummere z’gross (von Daniel Müller)
- 1984 Der tollste Tag (von Peter Turrini)
- 1984 Der Dieb, der nicht zu Schaden kam (von Dario Fo)
- 1986 Altrosa (von Heinrich Henkel)
- 1986 Der Mäzen
- 1986 Senioren-Tango
- 1988 Ein Ungleiches Paar (von Harold Pinter)
- 1989 Flaming Armadillo
- 1992 Frölicher – ein Fest (von Urs Widmer)
- 1993 Der Gesandte (von Thomas Hürlimann)
- 1993 Jeanmaire (von Urs Widmer)

### Regie
- 1962 Entwicklungshilfe im Nahen Osten
- 1962 Ponton über die Donau
- 1967 Passion-Play Paris, London
- 1968 Blaues Gold
- 1968 Dead Time (unvollendet)
- 1968 Babbo non correre
- 1968 de la Vega-Show
- 1968 Animade
- 1969 Presto con brio
- 1969 Les Exils
- 1972 Der ehrliche Prokurator (2. Regie)
- 1973 Ein Haus voll Zeit[2]
- 1977 Cesena
- 1977 Schmidt’s Beer
- 1984 An allem schuld
- 1986 Der Millionenfund
- 1987 Tote reisen nicht (erster Eurocop)[1]
- 1988 Falken auf Eis (zweiter Eurocop)[1]
- 1988 Honig der Nacht (dritter Eurocop)[1]
- 1988 Schneller Sommer
- 1991 Auf der Suche nach Salome (Serie)[1][5]

## Schriften und Musikalische Werke
- Herz singt oder stirbt (Gedichte)
- Ein Kessel Buntes (Kurzgeschichten)
- Filmkunst – Afterkunst, 2013 (Filmographisches)
- Das Mozart-Imperium (Eine versile Utopie)
- Und Gott sprach (Einstrichzeichnungen)
- Melodien (Notenbüchlein mit CD)

## Auszeichnungen
- Zürcher Radio- und Fernsehpreis 1985[6]
- Programme Award 1989 durch die Royal Television Society[7]